# Krožna funkcija
Króžne fúnkcije (tudi ciklométrične fúnkcije) so inverzi trigonometrijskih funkcij. Imenujemo jih tudi árkus funkcije (oznaka arc) ali obratne (inverzne) kotne funkcije.
Rezultat krožne funkcije je kot, pri katerem dana trigonometrijska funkcija doseže določeno vrednost. Dobljeni kot praviloma izrazimo v radianih.
Ker trigonometrijske funkcije niso bijektivne, inverzi ne obstajajo v vsej splošnosti. Krožne funkcije so samo delni inverzi trigonometijskih funkcij (inverznost velja samo na določenm območju).
Krožne funkcije označujemo arcsin, arccos, itd. (lahko tudi po starem - s presledkom: arc sin, arc cos, itd.). V nekaterih delih sveta (zlasti v ZDA) označujejo krožne funkcije z oznakami sin−1, cos−1, itd. Tak način označevanja je lahko problematičen, saj drugod po svetu (v večjem delu Evrope) oznaka sin−1 pomeni (sin x)−1, tj. {\displaystyle {\frac {1}{\sin x}}}.

## Arkus sinus
Arkus sinus (arcsin ali arc sin) je inverz funkcije sinus. Za število a z intervala [-1, 1] je arcsin a enak številu x, za katero velja sin x = a:
{\displaystyle \arcsin a=x\iff \sin x=a}
Ker funkcija sinus ni bijekcija, obstaja neskončno možnosti za x. Po dogovoru izberemo za rezultat arkus sinusa tisti x, ki je po absolutni vrednosti najmanjši (oziroma najbližji 0). Ob upoštevanju tega dogovora sta definicijsko območje in zaloga vrednosti funkcije arkus sinus:
{\displaystyle {\mathcal {D}}_{f}=[-1,1],~~~~~{\mathcal {Z}}_{f}={\Big [}-{\frac {\pi }{2}},{\frac {\pi }{2}}{\Big ]}\!\,.}

## Arkus kosinus
Arkus kosinus (arccos ali arc cos) je inverz funkcije kosinus. Za število a z intervala [-1, 1] je arccos a enak številu x, za katero velja cos x = a:
{\displaystyle \arccos a=x\iff \cos x=a\!\,.}
Ker funkcija kosinus ni bijekcija, obstaja neskončno možnosti za x. Po dogovoru izberemo za rezultat arkus kosinusa najmanjši nenegativni x. Ob upoštevanju tega dogovora sta definicijsko območje in zaloga vrednosti funkcije arkus kosinus:
{\displaystyle {\mathcal {D}}_{f}=[-1,1],~~~~~{\mathcal {Z}}_{f}=[0,\pi ]\!\,.}

## Arkus tangens
Arkus tangens (arctan ali arctg ali arc tan ali arc tg) je inverz funkcije tangens. Za poljubno realno število a je arctan a enak številu x, za katero velja tan x = a:
{\displaystyle \arctan a=x\iff \tan x=a\!\,.}
Ker funkcija tangens ni bijekcija, obstaja neskončno možnosti za x. Po dogovoru izberemo za rezultat arkus tangensa tisti x, ki je po absolutni vrednosti najmanjši (oziroma najbližji 0). Ob upoštevanju tega dogovora sta definicijsko območje in zaloga vrednosti funkcije arkus tangens:
{\displaystyle {\mathcal {D}}_{f}=(-\infty ,\infty ),~~~~~{\mathcal {Z}}_{f}={\Big (}-{\frac {\pi }{2}},{\frac {\pi }{2}}{\Big )}\!\,.}

## Arkus kotangens
Arkus kotangens (arcctg ali arccotg ali arccot ali arcctn ali tudi s presledkom arc ctg itd.) je inverz funkcije kotangens. Za poljubno realno število a je arccot a enak številu x, za katero velja cot x = a:
{\displaystyle \operatorname {arccot} a=x\iff \cot x=a\!\,.}
Ker funkcija kotangens ni bijekcija, obstaja neskončno možnosti za x. Po dogovoru izberemo za rezultat arkus kotangensa najmanjši nenegativni x. Ob upoštevanju tega dogovora sta definicijsko območje in zaloga vrednosti funkcije arkus kotangens:
{\displaystyle {\mathcal {D}}_{f}=(-\infty ,\infty ),~~~~~{\mathcal {Z}}_{f}=(0,\pi )}
Večina sodobnih kalkulatorjev nima posebne tipke za to funkcijo. Arkus kotangens lahko izračunamo po formuli:
{\displaystyle \operatorname {arccot} a={\frac {\pi }{2}}-\arctan a\!\,.}
(Če želimo kot v stopinjah, moramo nadomestiti π/2 z 90°.)

## Arkus sekans in arkus kosekans
Funkcija arkus sekans (arcsec ali arc sec) je inverz funkcije sekans, arkus kosekans (arccsc ali arc csc) pa je inverz funkcije kosekans. Ti dve funkciji se izredno redko uporablja, saj je po navadi preprosteje, če dane zveze izrazimo s sinusom in kosinusom.